# Central Group
Die Central Group (thailändisch กลุ่มเซ็นทรัล, RTGS Klum Senthran) oder Central Holding mit Sitz in Bangkok (Thailand) ist ein international aktiver Mischkonzern mit Schwerpunkt auf Einzelhandel, Hotels, Gaststätten und Immobilien. Bekannt ist sie vor allem für ihre Warenhausketten und Einkaufszentren. Die Unternehmensgruppe ist im Besitz der Familie Chirathivat, einer der reichsten Familien Thailands.

## Geschichte
Tiang Chirathivat (เตียง จิราธิวัฒน์; chinesisch Jeng Nee Tiang oder Cheng Ni Tiang, 鄭汝常 / 郑汝常,  Zheng Ruchang (Mandarin)), ein chinesischer Einwanderer aus Hainan, begann 1947 mit dem Aufbau der Central Group. Tiang eröffnete ein Handelsgeschäft im Bangkoker Bezirk Samphanthawong, dem Chinesenviertel der thailändischen Hauptstadt. 1956 folgte dann das erste Warenhaus der Firma Central Department Store am Wang Burapha im Innenstadtbezirk Phra Nakhon. Nach Tiangs Tod im Jahr 1968 übernahm sein ältester Sohn Samrit die Führung, insgesamt hatte Tiang 26 Kinder von drei Frauen.

### Tochtergesellschaften

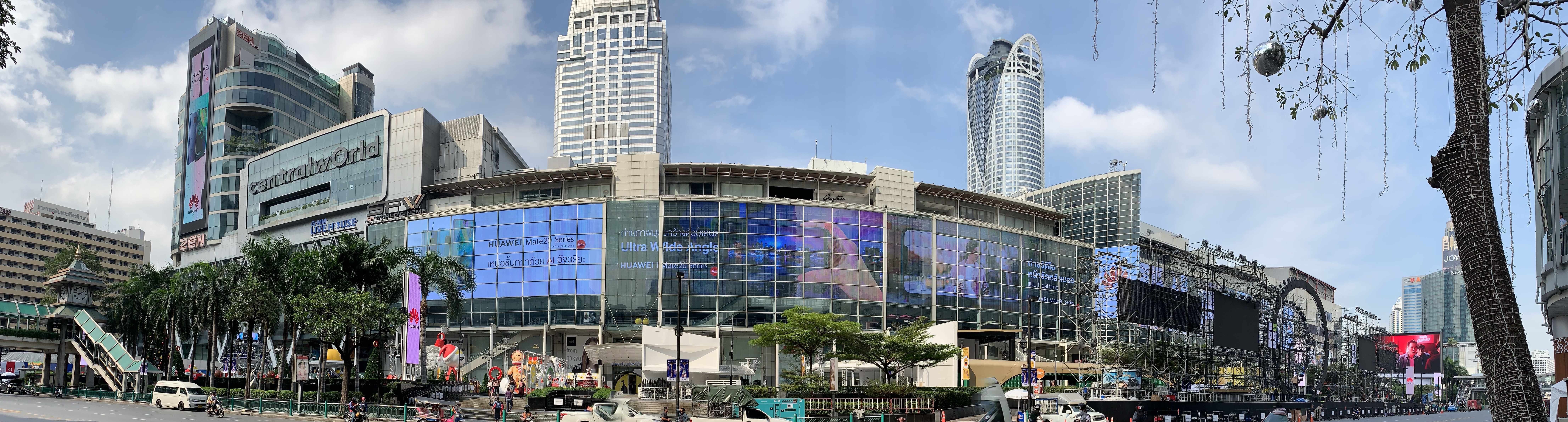
CentralWorld, Bangkok

Die 1980 gegründete Projektentwicklungstochter des Konzerns, Central Pattana, eröffnete 1982/1983 mit CentralPlaza Ladprao das erste große Einkaufszentrum der Gruppe, das eines der ersten dieser Art in Thailand war. Inzwischen betreibt Central Pattana die CentralWorld an der Ratchaprasong-Kreuzung im Bezirk Pathum Wan, mit einer Gesamtfläche von 800.000 m² das größte Einkaufszentrum Thailands und eines der größten der Welt, sowie 24 weitere Einkaufszentren der Ketten CentralPlaza und CentralFestival in Thailand (Stand 2014).
Zur Einzelhandelstochter Central Retail Corporation gehören die Warenhausketten Central Department Store, ZEN, Robinson, La Rinascente (seit 2011) und Illum (seit 2013) mit Filialen in Thailand, China, Italien, Indonesien und Dänemark; außerdem kleinere Einkaufszentren und Fachmärkte. Sie ist Franchisenehmerin für ausländische Einzelhandelsketten in Thailand, u. a. Marks & Spencer, Sanrio und Muji.

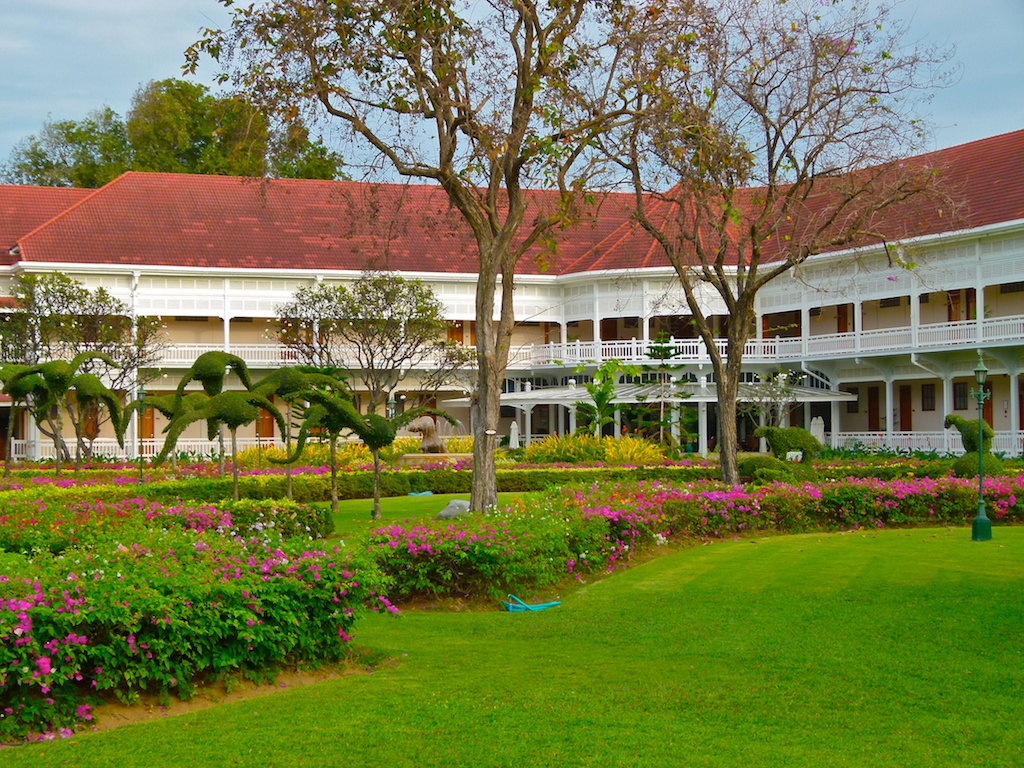
Centara Grand Beach Resort & Villas Hua Hin

Als Centara Hotels and Resorts firmieren die 57 Hotels (Stand Ende 2017) der Central Plaza Hotel p.c.l., einer weiteren Tochter der Gruppe. Sie befinden sich in Städten und Urlaubsregionen Thailands, auf den Malediven, in Vietnam, Sri Lanka, auf Bali, in Laos, China und den arabischen Golfstaaten. Das Centara Grand Hotel direkt neben der Central World ist mit 235 Metern und 56 Stockwerken einer der höchsten Wolkenkratzer in Bangkok.
Die Central Restaurant Group betätigt sich vor allem als Franchisenehmerin verschiedener internationaler Schnellrestaurant- und Systemgastronomieketten in Thailand, darunter KFC und Mister Donut.
1993 gründete die Central Group die SB-Warenhaus- und Discounter-Kette Big C (Supercenter), die seit der asiatischen Finanzkrise von 1997 im Teileigentum von Central und der französischen Géant Casino steht.
Im Jahr 2006 erhielt die Central Group vom thailändischen König die Befugnis, das königliche Garuda-Emblem zu zeigen.
In der Central Food Retail Group wurden 2012 nach dem Erwerb von FamilyMart Thailand die zuvor zu Central Retail gehörenden Supermärkte und Mini-Märkte organisiert.

### Übernahme der Karstadt Premium GmbH

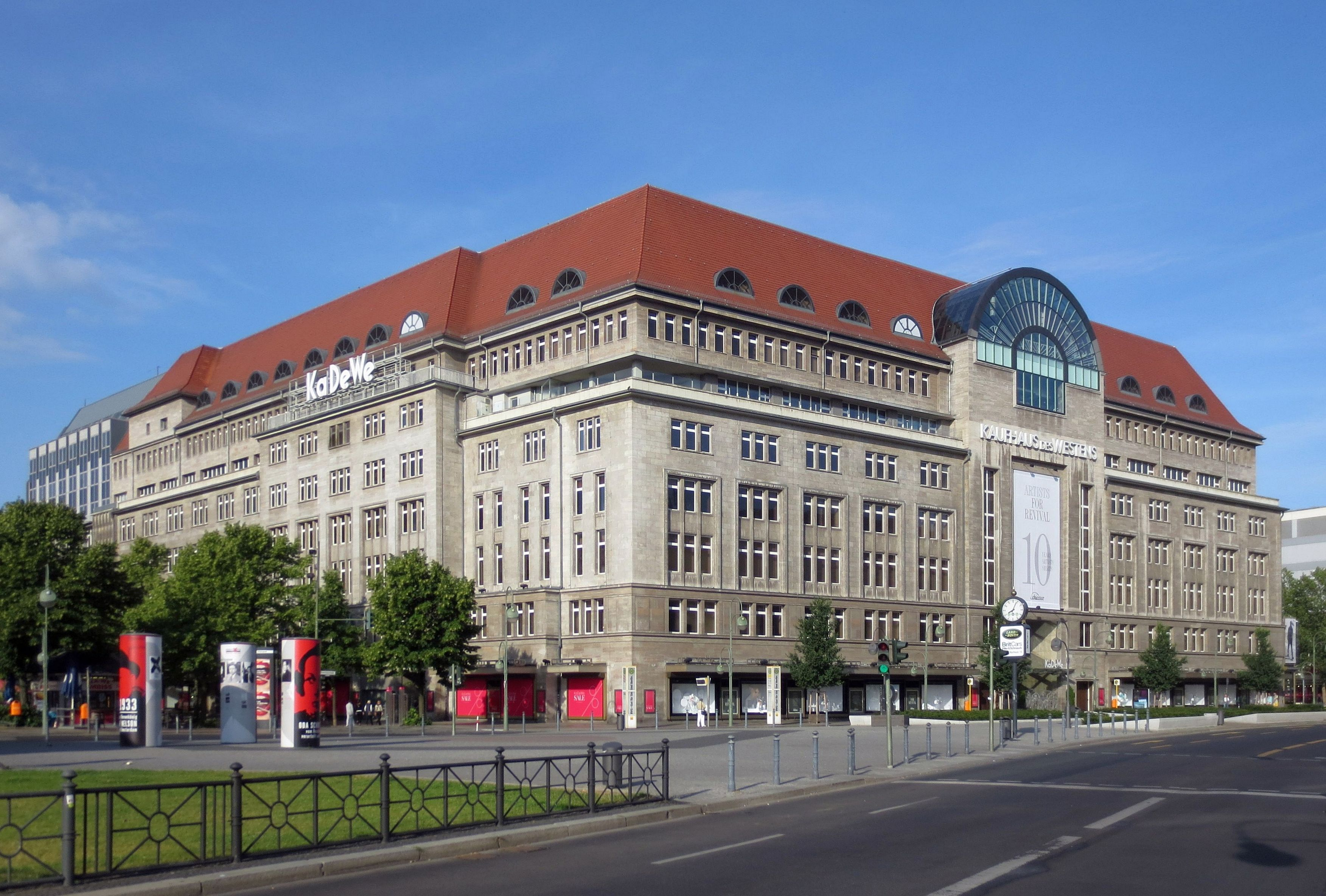
KaDeWe, 2013

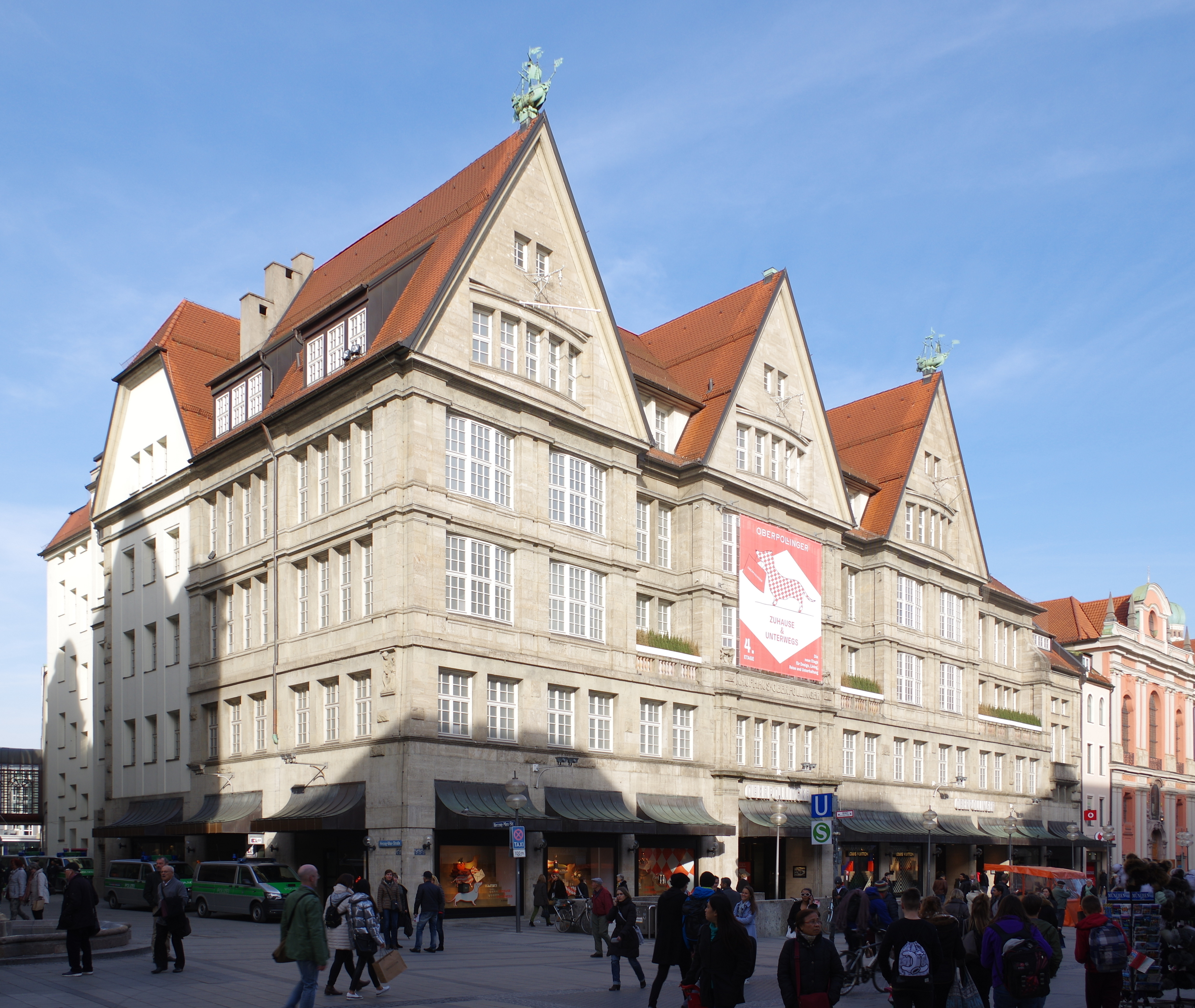
Oberpollinger, 2017

Im Juni 2015 erwarb die Central Group drei Warenhäuser in Deutschland: Das KaDeWe in Berlin, Oberpollinger in München und das Alsterhaus in Hamburg, die zuvor der Karstadt Premium GmbH angehörten. Die Central Group ist damit eine Partnerschaft mit der Signa Holding von René Benko eingegangen. Die Central Group erwarb durch ihre italienische Tochter La Rinascente 50,1 % an der KaDeWe-Gruppe (offiziell The KaDeWe Group,) zu der die drei genannten Warenhäuser gehören, während Signa die restlichen 49,9 % der Anteile behält. Strategische Entscheidungen sollten gemeinsam mit der Signa Holding abgestimmt werden und das Tagesgeschäft der KaDeWe Group blieb in der 2014 ausgegründeten Verwaltungszentrale in Berlin. Nach dem Zusammenbruch der Signa übernahm die Central Group im April 2024 die KadeWe-Gruppe komplett.

### Übernahme der Magazine zum Globus AG
Im Juni 2019 hat die Migros bekanntgegeben, die Luxusmarke Magazine zum Globus zu verkaufen. Am 4. Februar 2020 wurde bekannt, dass die Central Group Globus übernehmen wird, zusammen mit der Signa Holding von René Benko. Ende September 2024 wurde bekannt, dass die Central Group den Anteil der Signa Holding vollständig übernommen hat.

## Eigentümer und Führung

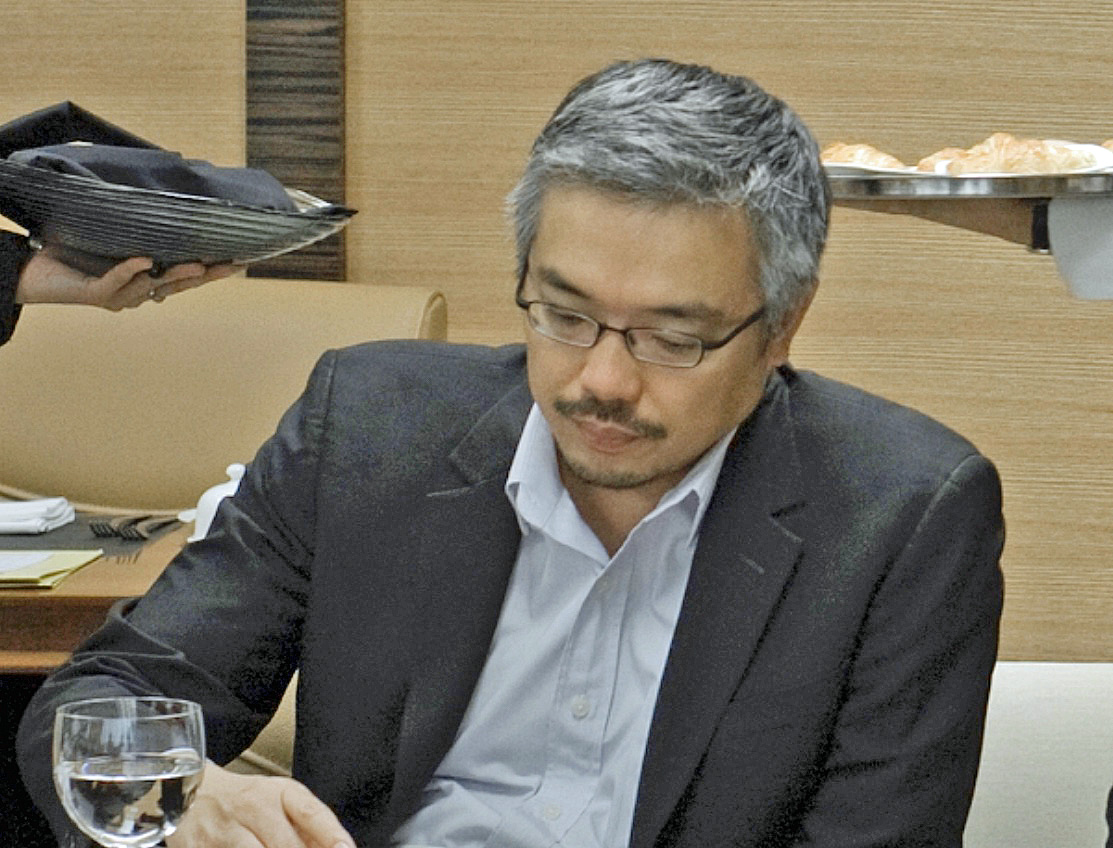
Tos Chirathivat ist der Chief Executive Officer (CEO) der Central Group

Die Central Group ist eine Familienholding der verzweigten Familie Chirathivat. Diese wird vom amerikanischen Forbes Magazine regelmäßig auf einem der vorderen Plätze der Liste der reichsten Thailänder genannt. Im Jahr 2014 war sie mit einem geschätzten Vermögen von 12,7 Milliarden US-Dollar auf Platz 1 der Liste, 2015 kam sie mit 12,3 Milliarden nur noch auf Platz 3. Aufgrund der zahlreichen Familienmitglieder verteilt sich das Vermögen auf eine Vielzahl von Personen.
Vorstandsvorsitzender und Chief Executive Officer (CEO) der Central Group ist seit 2013 Tos Chirathivat (ทศ จิราธิวัฒน์), Sohn von Samrit und Enkel von Tiang Chirathivat, der zuvor CEO der Central Retail Corporation war. Vorsitzender des Board of Directors ist seit 2004 Suthichai Chirathivat (สุทธิชัย จิราธิวัฒน์), einer der Söhne Tiangs. Auch an den Spitzen der meisten Tochterunternehmen stehen Familienmitglieder.